# Beatrice Portinari
Beatrice Portinari, egentligen Bice di Folco Portinari, född 1266 i Florens, död 8 juni 1290, medverkar i Den gudomliga komedin och var även Dante Alighieris ungdomskärlek och den musa han besjunger i ungdomsdiktsamlingen I livets vår (omkring 1293). Hon dog ung, endast 24 år gammal.
Beatrice har ibland fått symbolisera den ouppnåeliga kärleken som en poet, författare eller konstnär förevigar. Jämför fröken Dulcinea i Miguel Cervantes Don Quijote, eller Ulla Winblad i Carl Michael Bellmans sånger.
Asteroiden 83 Beatrix är uppkallad efter henne.

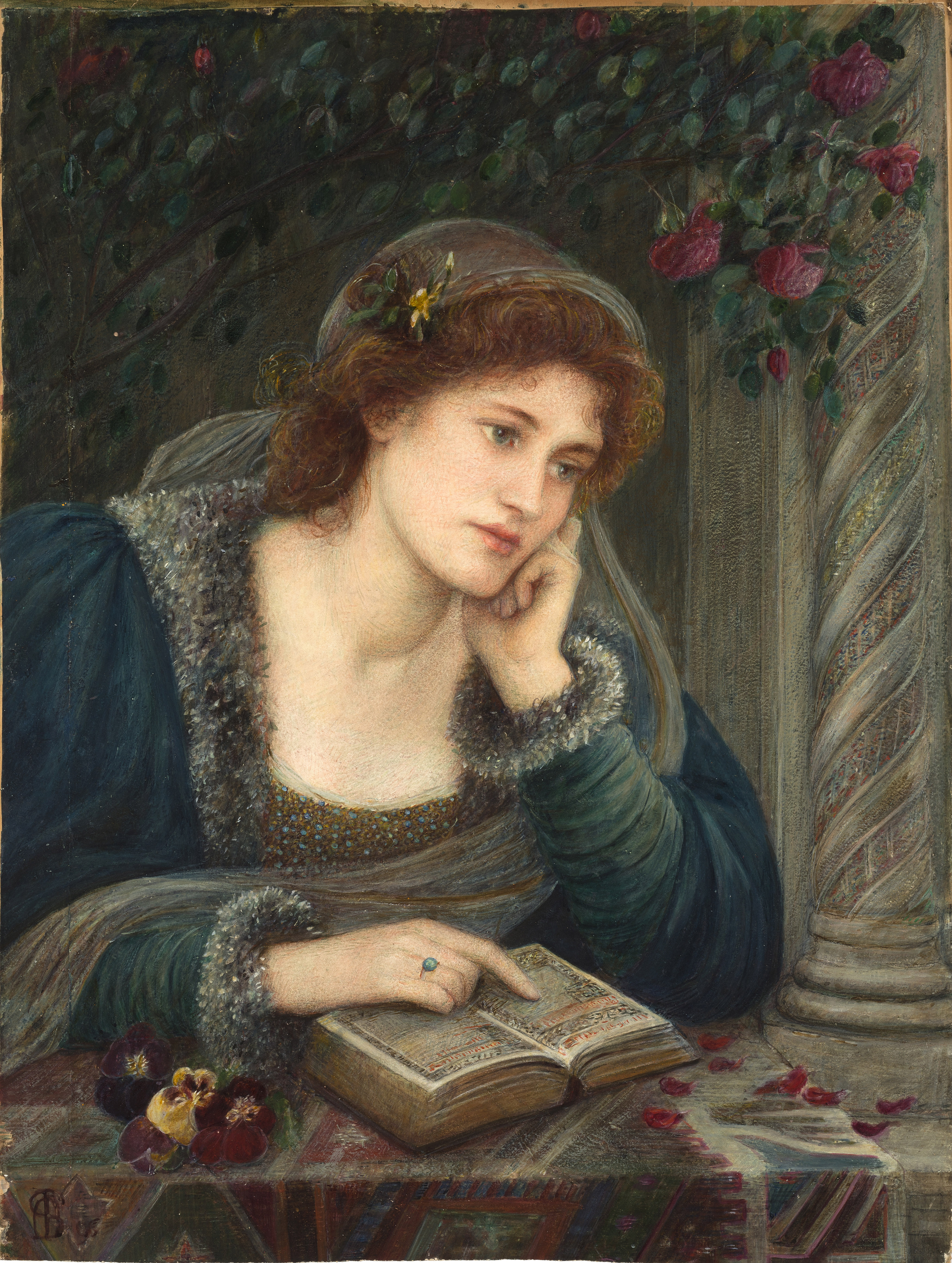
"Beatrice": Målning av Marie Spartali Stillman (1895)
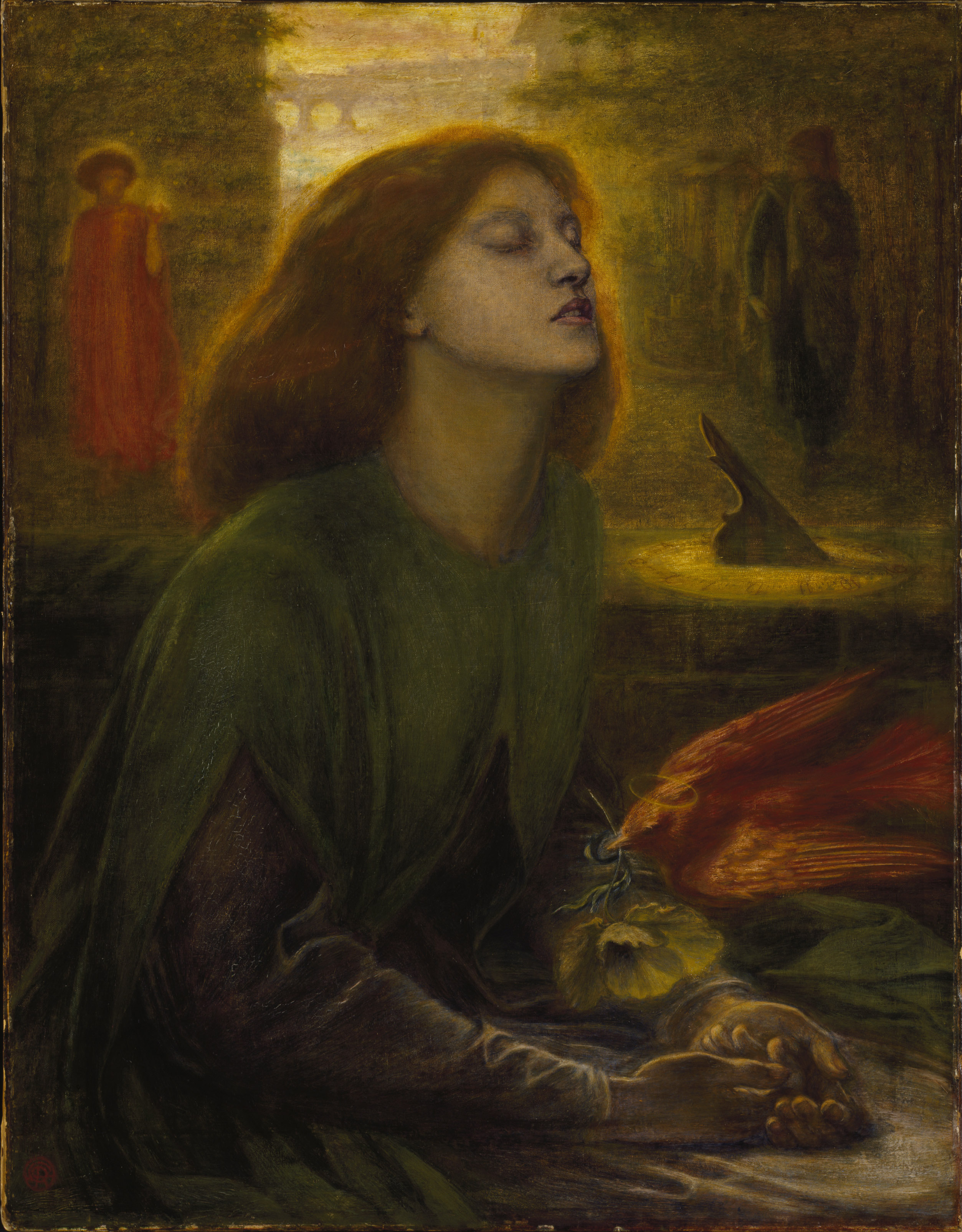
Dante Gabriel Rossettis Beata Beatrix (1864–1870), Tate Britain.
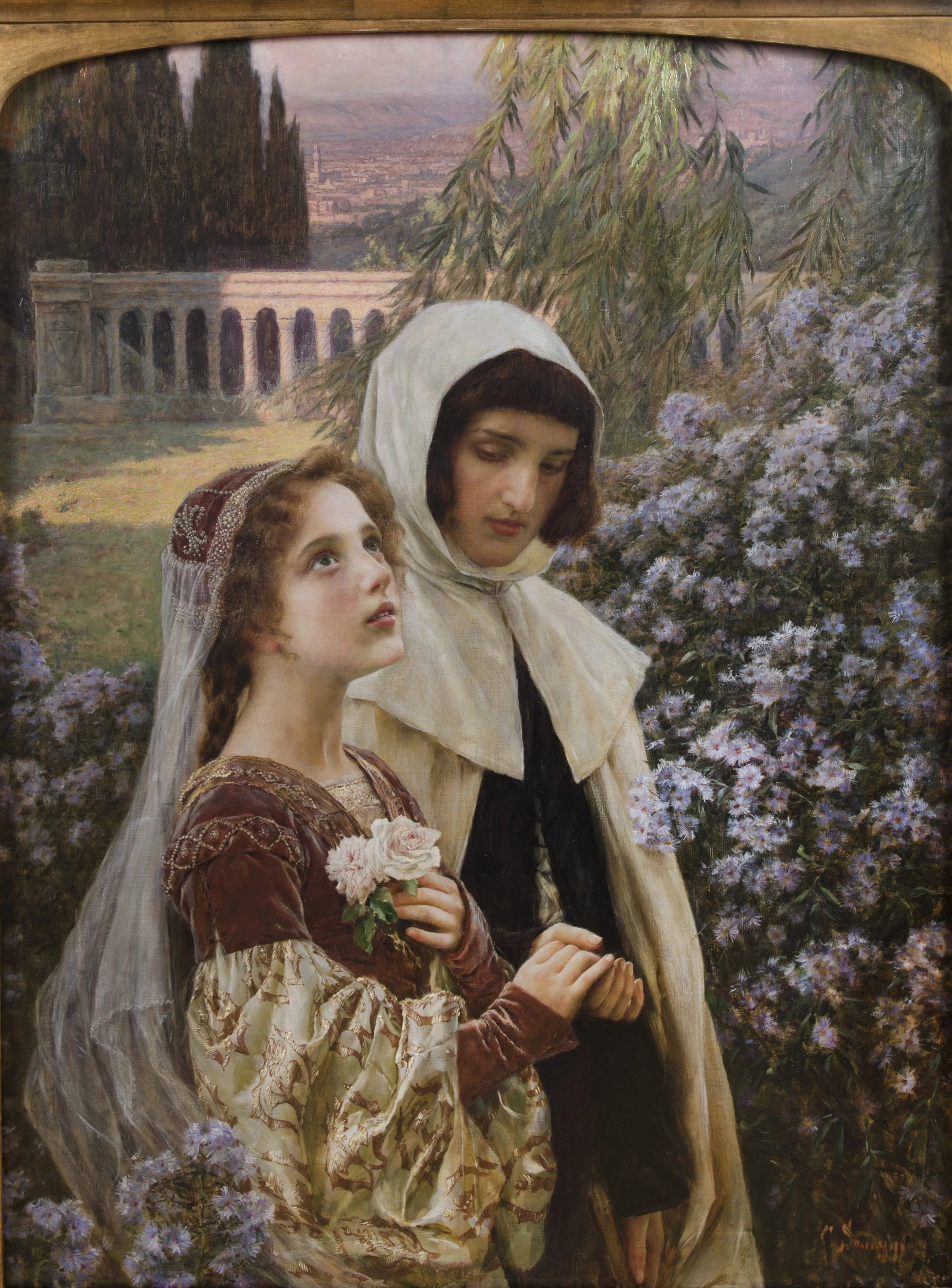
Incipit vita nova, Dante och Beatrice i trädgården, 1903, mästerverk av målaren Cesare Saccaggi